# Плезант-Гроув (Юта)
Плезант-Гроув (англ. Pleasant Grove) — місто (англ. city) в США, в окрузі Юта штату Юта. Населення — 37 726 осіб (2020).

## Географія
Плезант-Гроув розташований за координатами 40°22′17″ пн. ш. 111°44′28″ зх. д. / 40.37139° пн. ш. 111.74111° зх. д. (40.371423, -111.741117).  За даними Бюро перепису населення США в 2010 році місто мало площу 23,74 км², уся площа — суходіл.

## Демографія
Згідно з переписом 2010 року, у місті мешкало 33 509 осіб у 9381 домогосподарстві у складі 7844 родин. Густота населення становила 1411 осіб/км².  Було 9841 помешкання (414/км²).
Расовий склад населення:
| - 92,1 % — білих - 0,9 % — азіатів - 0,6 % — вихідців з тихоокеанських островів - 0,5 % — чорних або афроамериканців - 0,4 % — корінних американців - 2,9 % — осіб інших рас |

До двох чи більше рас належало 2,6 %. Частка іспаномовних становила 7,7 % від усіх жителів.
За віковим діапазоном населення розподілялося таким чином: 38,4 % — особи молодші 18 років, 55,0 % — особи у віці 18—64 років, 6,6 % — особи у віці 65 років та старші. Медіана віку мешканця становила 26,0 року. На 100 осіб жіночої статі у місті припадало 99,7 чоловіків;  на 100 жінок у віці від 18 років та старших — 94,7 чоловіків також старших 18 років.
Середній дохід на одне домашнє господарство  становив 72 969 доларів США (медіана — 62 343), а середній дохід на одну сім'ю — 77 863 долари (медіана — 67 138). Медіана доходів становила 52 496 доларів для чоловіків та 36 657 доларів для жінок. За межею бідності перебувало 10,6 % осіб, у тому числі 11,3 % дітей у віці до 18 років та 5,9 % осіб у віці 65 років та старших.
Цивільне працевлаштоване населення становило 15 325 осіб. Основні галузі зайнятості: освіта, охорона здоров'я та соціальна допомога — 27,1 %, науковці, спеціалісти, менеджери — 14,2 %, роздрібна торгівля — 13,6 %.